# Nueva Hanover
La isla de Nueva Hanover (en alemán, Neuhannover), también llamada Lavongai, es una gran isla volcánica de Papúa Nueva Guinea, una de las islas del archipiélago de Bismarck localizada entre el mar de Bismarck y el océano Pacífico. Administrativamente pertenece a la provincia de Nueva Irlanda.
Tiene una superficie de 1 190 km². En 1960 tenía una población de 5 000 habitantes que aumentó a aproximadamente 17 160 habitantes en el año 2000.